# Billey Shamrock
Billey Shamrock, född 31 januari 1964 i Solberga i Stockholm, är en svensk kompositör, rockmusiker och trubadur.
Billey Shamrock startade sitt första rockband 1979 och fick samma år sina första dikter publicerade. 1982 kom den första vinylsingeln i eget namn: Super Swede/People. Första egna CD:n Billey släpptes år 1995,  Som om någonting har hänt kom år 2005 och Billeys ljusa sida 2013. Han har arbetat som artist på heltid sedan 1990 och har medverkat i TV1, TV2 och TV4 samt i riksradiosändningar i Sverige, Norge, Finland och Danmark. 1993-1996 medverkade han i musikalen Jesus Christ Superstar i Dagny Kronlunds uppsättning, och 1998 i en uppsättning av musikalen Hair. 
Billey Shamrock har även medverkat i flera julkabaréer på Mosebacke Etablissement i Stockholm, och där även satt upp kabarén Owe – Billey Shamrock kör Thörnqvist 1992. Han har framträtt på omkring 40 olika musikfestivaler runt om i Norden. Tillsammans med olika kolleger har han gjort ett flertal längre turnéer i Sverige, Norge, Finland och Estland. I Stims register förekommer han med 186 egna låtar och/eller sångtexter. Billey Shamrock invaldes i Yrkestrubadurernas förening 1999 och blev dess vice ordförande 2000 samt invaldes i SKAP, Sveriges Kompositörer Av Populärmusik, 2003. 2005 blev han stormästare i svenska Jeopardy!. 2012 deltog Billey Shamrock i Vem vet mest? och kvalificerade sig till Vinnarveckan. Billey Shamrock har varit vice ordförande i Dan Anderssonsällskapet. 
Billey Shamrock har översatt material av flera nordiska musiker, bland andra Finn Kalvik, Tom Jackie Haugen och Kalle Zwilgmeyer.
Billey Shamrock var 2004-2006 Ordförande-Mästare i Stockholmslogen av Ordenssällskapet W.F. och mottog 2015 dess högsta utmärkelse Caritasmedaljen i guld.

## Utmärkelser
- STIM-stipendium, 1993
- Alternativa Taubestipendiet, 2016
- Ulf Peder Olrog-stipendiet, 2016

## Diskografi
- Super Swede/People (1982)
- Billey (1995)
- Live at Bistro S:t Stefan (2002)
- Som om någonting har hänt (2005)
- Billeys ljusa sida (2013)
- Dåren och stjärnan - YTF tolkar Olle Svensson (2015)
- Strån till stacken - en hyllning till Stefan Demert (2015)
- Önneköpsvalsen (2017)
- Vandringsmän hela Dan - med Vandringsmän (2017)
- Underbar sommarnatt/Din vän med rösten - med Dan Hylander, Benny Guran och John Haque (2021)
- Vid mästarens fötter (2023)